# HSC-7
7ème Escadron d'hélicoptères de combat maritime
Le Helicopter Sea Combat Squadron Seven (HSC-7 ou HELSEACOMBATRON 7), anciennement Helicopter Anti-Submarine Squadron SEVEN (HS-7), également connu sous le nom de "Dusty Dogs", est un escadron d'hélicoptères de combat de l'US Navy de la Base navale de Norfolk exploitant le MH-60S Seahawk. L'escadron fait partie de la Carrier Air Wing Three et se déploie à bord de l'USS Dwight D. Eisenhower (CVN-69) pour fournir des capacités de guerre anti-surface, de recherche et sauvetage, de ravitaillement vertical, de recherche et sauvetage au combat et de soutien au Naval Special Warfare Command d'un groupe aéronaval.

## Historique

### Origine

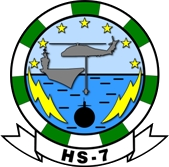
Insigne du Hs-7

Le premier Helicopter Anti-Submarine Squadron SEVEN (HS-7), connu sous le nom de "Big Dippers", a été créé à la Base navale de Norfolk, en Virginie, le 2 avril 1956, pilotant le Sikorsky HSS-1N Seabat. Sa mission principale était de défendre la base aéronavale.
En 1960, l'escadron s'était vu confier le rôle de lutte anti-sous-marine à l'appui des navires de la flotte. L'escadron s'est déployé à bord de l'USS Valley Forge (CV-45) aux commandes du HSS-1N Seabat équipé d'un pilote automatique, ce qui lui a permis d'opérer de nuit et par temps marginal. Puis, jusqu'à sa dissolution le 31 mai 1966, le HS-7 a été déployé à bord de l'USS Randolph (CV-15),en utilisant le Sikorsky SH-3A Sea King.

### Reformation du HS-7
Le 15 décembre 1969, l'escadron est reformé sous le nom de HS-7 au Quonset Point Air National Guard Station, équipé du Sikorsky SH-3D Sea King, toujours sous le nom "Big Dippers" en l'honneur du précédent HS-7. En 1973, le HS-7 a rejoint le Carrier Air Wing Three (CVW-3), en changeant de port d'attache pour la Naval Air Station Jacksonville, en Floride, avec une affectation sur l'USS Saratoga (CV-60).

### Transition du HS-7
Le 15 avril 2011 l'escadron anti-sous-marin HS-7 est redésigné HSC-7.
Déplacé à la base aéronavale de Norfolk, il a achevé sa transition sur le MH-60S Seahawk.  Il est subordonné au commandant du Helicopter Sea Combat Wing, Atlantic  au sein du Naval Air Force Atlantic